# Protoreaster lincki
Protoreaster lincki är en sjöstjärneart som först beskrevs av Henri Marie Ducrotay de Blainville 1830.  Protoreaster lincki ingår i släktet Protoreaster och familjen Oreasteridae. Inga underarter finns listade i Catalogue of Life.